# Jeolm-eun-i-ui yangji
Jeolm-eun-i-ui yangji (hangeul: 젊은이의 양지, lett. Il posto al sole della gioventù; titolo internazionale Sunny Place of Youth, conosciuta anche come Lost Innocence) è una serie televisiva sudcoreana trasmessa su KBS2 dal 6 maggio al 12 novembre 1995.

## Trama
Ambientata in una miniera di carbone negli anni novanta, la serie narra i sogni e le aspirazioni di un gruppo di giovani, i loro successi, i fallimenti, le storie d'amore e i tradimenti.

## Personaggi
- Park In-bum, interpretato da Lee Jong-won
- Ha Suk-joo, interpretato da Bae Yong-joon
Figlio di una famiglia benestante, sogna di diventare un regista, nonostante suo padre desideri che gli succeda nell'azienda di famiglia.
- Im Cha-hee, interpretata da Ha Hee-ra
- Im Jong-hee, interpretata da Jun Do-yoon
Sorella minore di Cha-hee.
- Park In-ho, interpretato da Park Sang-min
- Chun Kwi-ja, interpretata da Kim Soo-mi
Madre di In-bum.
- Madre di Cha-hee e Jong-hee, interpretata da Nam Neung-mi
- Im Chul-soo, interpretato da Hong Kyung-in
Fratello minore di Cha-hee.
- Madre di Suk-joo, interpretata da Kim Min-ja
- Ha Suk-ran, interpretata da Park Sang-ah
Sorella gemella di Suk-joo.
- Hwang Yoon-bae, interpretato da Huh Joon-ho
- Ha Il-tae, interpretato da Park Geun-hyung
Padre di Suk-joo e Suk-ran.
- Buk Gom, interpretato da Lee Il-jae
- Hwang Yoon-ja, interpretata da Lee Kyung-shim

## Colonna sonora
1. Main Title (메인 타이틀) – Choi Kyung-sik
2. 떠난후에 – Jung Won-joon
3. A Dialogue of Self and Soul – Yoo Young-sun
4. 바래진 기억으로 – Choi Kyung-sik
5. 홀로선 모습으로 – Jang Hyun-chul
6. 현지테마-상실 – Choi Kyung-sik
7. 정해진길 – Choi Kyung-sik
8. 슬픈비밀 – Lee He-jun
9. 흩어진 꿈을 찾아 – Choi Kyung-sik
10. 이별 – Seo Ri-eun

## Riconoscimenti
| Anno | Premio           | Categoria                          | Ricevente     | Risultato       |
| ---- | ---------------- | ---------------------------------- | ------------- | --------------- |
| 1995 | KBS Drama Awards | Nuovo attore/Attore più fotogenico | Bae Yong-joon | Vincitore/trice |
| 1995 | KBS Drama Awards | Nuovo attore                       | Hong Kyung-in | Vincitore/trice |
| 1995 | KBS Drama Awards | Nuova attrice                      | Ha Hee-ra     | Vincitore/trice |
| 1995 | KBS Drama Awards | Premio maschile alla popolarità    | Lee Jong-won  | Vincitore/trice |
| 1995 | KBS Drama Awards | Premio femminile alla popolarità   | Jun Do-yoon   | Vincitore/trice |